# کوپرین ۳۶۱۸
سیارک ۳۶۱۸ (به انگلیسی: 3618 Kuprin، نامگذاری:1979QP8) سه هزار و ششصد و هجدهمین سیارک کشف شده‌است که در ۲۰ اوت ۱۹۷۹ کشف شد.
قدر مطلق سیارک برابر ۱۲٫۵۰ است.